# Edward Jennings
Edward Francis "Ed" Jennings (født 9. april 1898 i Philadelphia, død 9. februar 1975 i San Diego) var en amerikansk roer og olympisk medaljevinder.

## Rokarriere
Jennings var blot 1,57 m høj og vejede 44 kg, så han var ideel som styrmand. Han var med i flere både for Pennsylvania Barge Club og her med til at vinde flere nationale mesterskaber.
Ved OL 1924 i Paris deltog han i toer med styrmand sammen med Leon Butler og Harold Wilson. Kun fem både deltog, men det var lidt overraskende, at amerikanerne kom i finalen. Her lagde den franske båd hårdt ud, men med en fjerdedel af distancen tilbage, gik de i stå, så den schweiziske både kunne indhente den og sikre sig guldet, mens italienerne fik sølv, blot 0,1 sekund efter, og amerikanerne fik bronze.
Han var igen med i toer med styrmand ved OL 1932 i Los Angeles, hvor båden blev roet af Charlie Kieffer og Joe Schauers. Denne gang deltog kun fire både, der derfor blot roede et finaleheat. Her var amerikanerne hurtigst og vandt med mere end fem sekunder ned til den polske båd på andenpladsen, mens franskmændene fik bronze, yderligere ti sekunder bagud. Han var desuden reserve i den amerikanske firer med styrmand, men kom ikke i kamp her.

## OL-medaljer
- 1932:  Guld i toer med styrmand
- 1924:  Bronze i toer med styrmand